# Ósacká univerzita
Ósacká univerzita (japonsky 大阪大学 – Ósaka daigaku) je jedna z předních univerzit v Japonsku. Nachází se v prefektuře Ósaka, kde má kampusy ve třech městech: v Suitě, v Tojonace a v Minó.
K roku 2014 měla univerzita přibližně 24 tisíc studentů.
Za datum založení Ósacké univerzity je pokládán rok 1931, ale univerzita zároveň odvozuje svůj původ od starších vzdělávacích institucí. Zejména od školy Kaitokudó (懐徳堂), která fungovala v období Edo v letech 1724–1869, a školy Tekidžuku (適塾), která fungovala v letech 1838–1869 a na kterou přímo navázala další škola.